# Villa San Giorgio
Villa San Giorgio è una storica dimora suburbana di Livorno, sita all'inizio della via di Montenero, tra il quartiere di Ardenza e Montenero.

## Storia
Fu costruita alla metà dell'Ottocento ed era proprietà di Carolina San Giorgio, che tuttavia probabilmente non abitò mai la villa.
Nel 1890 divenne sede di un collegio in cui si teneva anche un corso di studio preparatorio per l'ammissione all'Accademia Navale ed in altri istituti cittadini. Fu proprio in questo collegio che insegnò anche il poeta Giovanni Pascoli.
Successivamente la villa passò ad altri proprietari e nel 1939, sotto la famiglia Lemon, divenne un salotto culturale.
Attualmente la villa è di proprietà della famiglia livornese Barbini e tutelata dai Beni Ambientali.

## Descrizione
Situata nei pressi della Villa Ombrosa, Villa San Giorgio si eleva imponente lungo le pendici delle Colline livornesi.
Si presenta sotto forma di castello, con quattro torri angolari che delimitano il corpo di fabbrica; quest'ultimo è disposto su due piani e, originariamente, il prospetto rivolto verso la città era chiuso da un frontone, oggi scomparso.
È stata restaurata sul finire del Novecento.
Alla villa appartengono decorazioni di pregio, tra cui pietra serena e affreschi situati all'interno delle stanze padronali.